# Michael Venus
Michael Venus (n. 16 octombrie 1987) este un jucător profesionist de tenis din Noua Zeelandă. Cea mai înaltă poziție în clasamentul ATP la dublu este locul 8 mondial (august 2019), după ce a câștigat Halle Open. A câștigat Openul Francez din 2017 în parteneriat cu Ryan Harrison și a fost finalist la US Open 2017 la dublu mixt în parteneriat cu Chan Hao-ching. Venus și Harrison s-au calificat pentru finala ATP de la sfârșitul anului, unde au câștigat toate cele trei meciuri round-robin, dar au pierdut în semifinale în fața lui Lukasz Kubot și Marcelo Melo.
În 2018, Venus a ajuns în finala de dublu masculin la Wimbledon cu Raven Klaasen, pierzând în fața lui Mike Bryan și Jack Sock și a fost semifinalist și la dublu mixt cu Katarina Srebotnik. El și Klaasen s-au calificat în finala ATP, dar au câștigat un singur meci round-robin. S-au calificat și în 2019, terminând pe locul doi. Între timp, Venus și Chan Hao-ching au terminat din nou pe locul doi la US Open la dublu mixt. Venus și John Peers s-au calificat pentru finala ATP 2020, dar au pierdut competiții foarte strânse în toate cele trei meciuri round-robin.
Venus a câștigat o medalie de bronz la dublu masculin la Jocurile Olimpice de vară din 2020, alături de Marcus Daniell.